# ジム・サルブ
ジム・サルブ（Jim Sarbh、1987年8月27日 - ）は、インドの俳優。ボリウッドの助演男優として知られており、スター・スクリーン・アワード、国際インド映画アカデミー賞を受賞し、フィルムフェア賞に2回ノミネートされている。また、インド演劇の監督・俳優としても活動している。
2016年公開の『ニールジャー』で長編映画デビューし、フィルムフェア賞 助演男優賞にノミネートされた。その後、『A Death in the Gunj』『パドマーワト 女神の誕生』『SANJU サンジュ』などのヒット作に続けて出演して知名度を上げた。映画俳優の活動の他、ムンバイを拠点に舞台俳優としても活動しており、2013年の『What's Done is Done』及び2015年の『Living Room』で注目を集めた。2014年の『Bull』で舞台監督デビューしている。

## 生い立ち
ムンバイのパールシー家庭に生まれ、母親は理学療法士、父親は商船の船長、P&O南東・中東アジア局長を務めていた。3歳の時に両親と共にオーストラリアに移住し、8歳の時にムンバイに帰郷し、ボンベイ・アメリカンスクールに進学した。エモリー大学に進学して心理学の学士号を修得している。
ヴェルソヴァ在住。

## キャリア

### 2009年 - 2016年
エモリー大学卒業後、サルブはアトランタのアライアンス・シアターで文学インターンとして1年間働き、『The Show!』『The Breakup』『Tennis in Nablus, and Ice Glen』に出演した。2012年にムンバイに帰郷し、地元の劇団で演劇活動を始める。2013年に『セールスマンの死』のリバイバル作品に出演し、注目を集めた。その後も『What's Done is Done』『The Glass Menagerie』『Living Room』に出演し、2014年に『Bull』『Eat』で舞台監督・脚本家デビューを果たした。彼はムンバイ演劇界での活動により、2015年にフォーブス・インディアの「30アンダー30」に選ばれている。
2016年にラーム・マドワーニーの『ニールジャー』で長編映画デビューを果たした。同年に『Yashodhara』『3 ½ Takes』に出演し、短編映画『Mama’s Boys』『Like Summer Like Rain』にも出演している。

### 2017年以降
2017年に『A Death in the Gunj』『Raabta』に出演した。また、インディーズ映画『Ajeeb Ashiq』にも出演しており、同作はヨーロッパ各地の映画祭で上映された。2018年にはサンジャイ・リーラー・バンサーリーの『パドマーワト 女神の誕生』に出演してマリク・カーフールを演じ、ディーピカー・パードゥコーン、シャーヒド・カプール、ランヴィール・シンと共演した。また、2018年のインド映画興行収入ランキング第1位を記録した『SANJU サンジュ』にも出演している。

## フィルモグラフィ

### 映画
- ニールジャー（英語版）（2016年） - カーリル
- A Death in the Gunj（2017年） - ブライアン・マッケンジー
- Raabta（2017年） - ザック・マーチャント
- パドマーワト 女神の誕生（2018年） - マリク・カーフール
- SANJU サンジュ（2018年） - ザビン・ミストリ
- The Wedding Guest（2018年）
- Moothon（2018年）
- Photograph（2019年）
- ハウスライフ（英語版）（2019年）
- Yeh Ballet（2020年）

### ウェブシリーズ
- Smoke（2018年） - ロイ
- Made in Heaven（2019年） - アディル・カーンナ
- Flip（2019年）